# Elliottinia kerneri
Elliottinia kerneri är en svampart som först beskrevs av Richard von Wettstein, och fick sitt nu gällande namn av L.M. Kohn 1979. Elliottinia kerneri ingår i släktet Elliottinia och familjen Sclerotiniaceae.   Inga underarter finns listade i Catalogue of Life.